# Província Unida del Canadà
La Província Unida del Canadà va ser una colònia britànica a l'Amèrica del Nord que existí des de 1841 fins a 1867. El seu establiment es degué a recomanacions realitzades per John Lambton, primer comte de Durham, en l'Informe sobre els interessos britànics a Amèrica del Nord, produït després de les rebel·lions de 1837 i 1838. La Província del Canadà va cessar d'existir a la formació del Domini del Canadà l'1 de juliol de 1867, quan va ser subdividida en les províncies actuals canadenques d'Ontario i el Quebec.

## Història
Abans de 1841, el territori es corresponia aproximadament al sud d'Ontario, al Canadà, pertanyent a la colònia britànica de la Província d'Alt Canadà, mentre la part sud de Quebec i la regió de Labrador de Terranova i Labrador pertanyiuen a la colònia de la Província de Baix Canadà. Una de les diferències culturals entre l'Alt i el Baix Canadà era que el primer era principalment anglòfon mentre que el segon era francòfon. L'Acta d'Unió de 1840, aprovada el 23 de juliol de 1840 pel parlament britànic i proclamat per la Corona britànica el 10 de febrer de 1841, va unir les dues colònies abolint les legislatures de l'Alt i Baix Canadà, substituint-les per una única Assemblea Legislativa.
L'àrea que anteriorment havia comprès l'Alt Canadà va ser designada "Canadà Oest", mentre que l'àrea que havia comprès el Baix Canadà va ser designada "Canadà Est". Després que la Llei de l'Amèrica del Nord britànica fos aprovada pel parlament britànic, la Província del Canadà va deixar d'existir. Posteriorment, Canadà Oest i Est van ser reanomenats com a Província d'Ontario i la Província del Quebec, respectivament.

## Capitals
La capital de la Província del Canadà va canviar sis vegades en la seva història de 26 anys. La primera capital estava a Kingston. La capital es va moure de Mont-real a Toronto el 1849 quan els manifestants que protestaven per la Llei de les pèrdues de la rebel·lió van incendiar els edificis del parlament de Mont-real. El 1857, la reina Victòria va escollir Ottawa com a capital permanent de la Província del Canadà, iniciant la construcció dels actuals edificis del Parlament del Canadà. La primera etapa d'aquesta construcció va ser completada el 1865, just a temps per rebre la sessió final de l'últim parlament de la Província del Canadà abans de la Confederació.
Cronologia
- Kingston 1841-1843
- Mont-real 1843 - 1849
- Toronto 1849 - 1852
- Quebec 1852 - 1856
- Toronto 1856 - 1858
- Quebec 1859 - 1866
- Ottawa 1866 - 1867

## Govern responsable
L'Acta d'Unió de 1840 no va fer cap provisió per a un "govern responsable" (per exemple, govern responsable de triar legislatura en comptes de l'oficina colonial); de fet, es va conferir explícitament al governador general de la província l'autoritat per rebutjar qualsevol projecte de llei que passés per l'assemblea electa. Els primers governadors generals de la província van estar estretament implicats en assumptes polítics, mantenint el dret de nomenar el Consell Executiu i altres nomenaments sense la participació de l'Assemblea Legislativa.
No obstant això, el 1848 el Governador General James Bruce, vuitè comte d'Elgin, va designar un gabinet nomenat pel partit de la majoria de l'Assemblea Legislativa, la coalició Baldwin - Lafontaine que havia guanyat les eleccions al gener. Lord Elgin va sostenir els principis del govern responsable no revocant la Llei de les pèrdues de la rebel·lió, que era molt impopular per a alguns tories de parla anglesa que afavorien l'imperi sobre el govern majoritari.

## Punt mort legislatiu
Atès que el Canadà Est i el Canadà Oest mantenien cadascun 42 escons a l'Assemblea Legislativa, hi havia un punt mort legislatiu entre anglesos, principalment del Canadà Oest, i francesos, principalment del Canadà Est. Al principi, la majoria de la província era francesa, i van exigir la representació per població, cosa a la qual els anglòfons es van oposar.
Una vegada que la població anglesa, que creixia ràpidament a causa de la immigració, va excedir la francesa, els anglesos van demandar la representació per població. Finalment, el punt mort legislatiu entre anglesos i francesos va conduir a un moviment per a una unió federal que va resultar en la Confederació canadenca el 1867.

## Assoliments
Entre els seus assoliments, la Província Unida del Canadà va negociar el Tractat de reciprocitat de 1854 amb els Estats Units, va construir el ferrocarril Grand Trunk Railway, va millorar el sistema educatiu al Canadà Oest sota la direcció d'Egerton Ryerson, va rehabilitar el francès com a idioma oficial de la legislatura i els tribunals, va codificar el Codi civil del Baix Canadà el 1866 i va abolir el denominat sistema Seigneurial de Nova França al Canadà Est.
La reforma municipal existent des de feia molt temps va ser un altre èxit important. Al principi, l'administració municipal al Canadà Oest va funcionar principalment a nivell de districte, fins al 1849, quan es va introduir un sistema basat en comtats. En 1841 es van introduir els consells municipals electes; anteriorment, els funcionaris eren designats pel tinent-governador.

## Població
| Any     | Població (Baix) Canadà Est  | Població (Alt) Canadà Oest |
| ------- | --------------------------- | -------------------------- |
| 1841    | n/a                         | 455.688                    |
| 1844    | 697.084                     | n/a                        |
| 1848    | (estimació) 765.797-786.693 | 725.879                    |
| 1851-52 | 890.261                     | 952.004                    |
| 1860-61 | 1.111.566                   | 1.396.091                  |